# 貪食盜目魚
貪食盜目魚（学名：Lestidiops neles）為輻鰭魚綱仙女魚目帆蜥魚亞目魣蜥魚科的一種，分布於東太平洋下加利福尼亞至哥斯大黎加海域，為深海魚類，體長可達7.8公分，棲息在中層水域，生活習性不明。